# عازف العود (لوحة)
عازف العود (بالهولندية: Luitspeler) لوحة زيتية من عام 1623 بريشة الرسام هارلم فرانس هالز موجودة الآن في متحف اللوفر، باريس. يصور العمل ممثلًا مبتسمًا يرتدي زي المهرج وهو يعزف على العود.

## خلفية
تم توثيق هذه اللوحة من قبل فيلهلم فون بود في عام 1883. نشأ موضوع رسم عازف العود برسمه بنصف الطول في إيطاليا، وقد قدم الرسام الهولندي ديرك فان بابورين هذا الموضوع لأول مرة في شمال هولندا مع لوحة «عازف العود» عام 1622. يشير عازف بابورين إلى العود نحو المشاهد وفمه مفتوح بوضعية غناء. بينما ينظر عازف هالز إلى الأعلى ويبتسم بشكل طبيعي، وكأنه يلعب مع مغني أو موسيقي آخر غير مرئي. هذه اللوحة هي مثال جيد على «أسلوب هالز الخام» للرسم بضربات فرشاة فضفاضة.
تم تأريخ نسخة قديمة موجودة الآن في مجموعة متحف ريجكس قبل عام 1626 بناءً على نقش، وقد نُسبت بشكل مختلف إلى هال وشقيقه ديرك وجوديث ليستر.
لوحتان أخريان لعازف العود بواسطة هالز هما:
|  |  |

لم يكن هالز هو الرسام الوحيد الذي تأثر ببابورين. رسم هندريك تير بروغين العديد من عازفي العود في عشرينيات القرن السابع عشر، ويبدو أن عددًا قليلاً منهم يدمج جوانب بابورين وهالز، على الرغم من أن نسخته الأخيرة تبدو وكأنها تتبع هالز عن كثب.
|  |  |  |  |
|  |  |  |  |

## التأثيرات اللاحقة
تم نسخ هذه اللوحة من قبل فنانين آخرين، أبرزهم ديفيد بيلي في صورته الذاتية عام 1651 مع تأثيرات فنانه، وأدريان دي ليلي مع صورته الذاتية عام 1813 مع جوزيفوس أوغستينوس برينتانو. كما تم نسخ جوانب من اللوحة، مثل وضع اليدين والوجه المبتسم الصاعد، مثل صورة جان ستين الذاتية كعازف عود مبتسم.
|  |  |
|  |  |

تم شراء اللوحة من قبل جوستاف دي روتشيلد في عام 1873 وظلت في حوزة العائلة لأكثر من قرن حتى عام 1984.

## الرسام

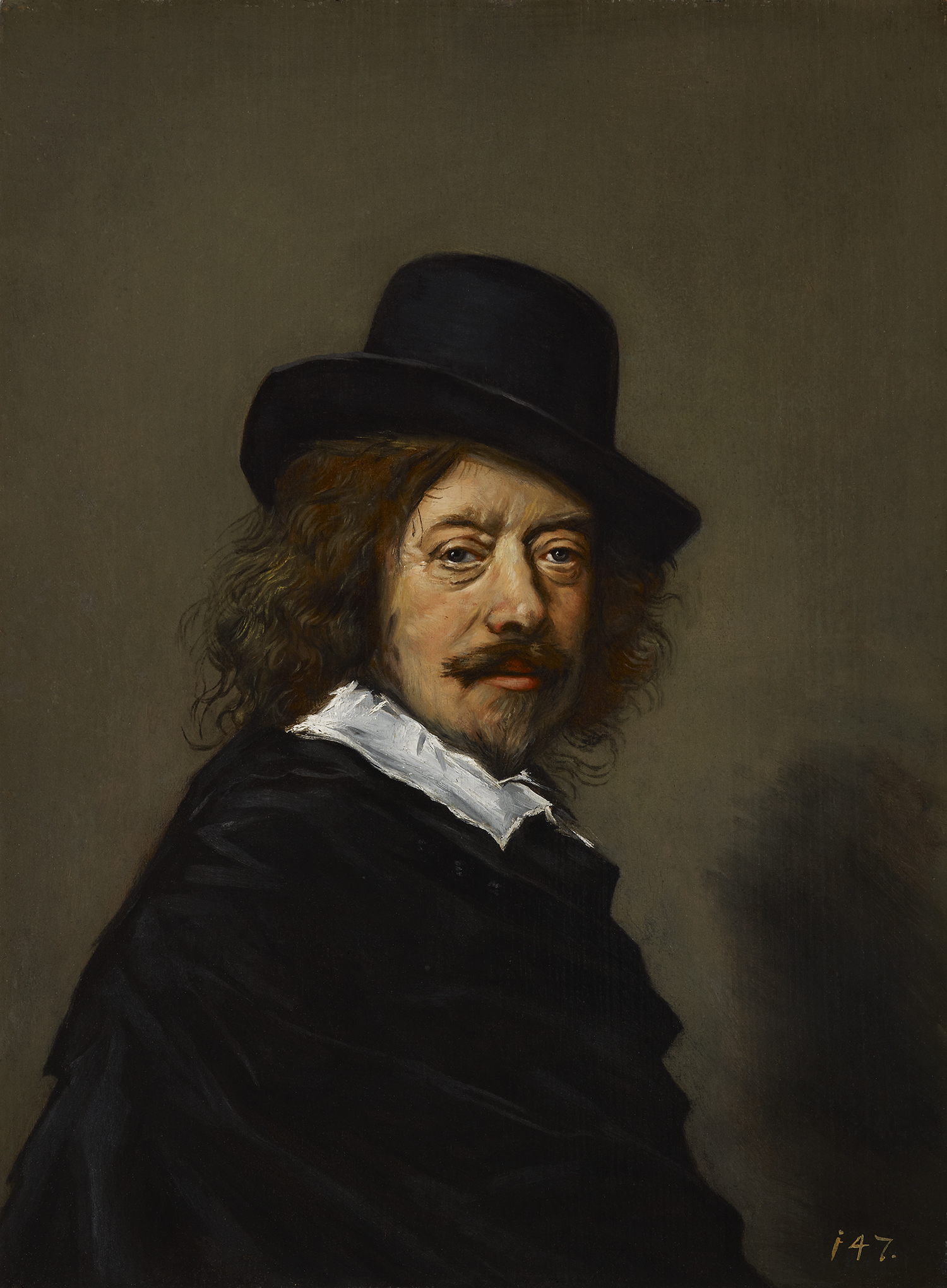
هارلم فرانس هالز

هارلم فرانس هالز (1582-1666) كان رسامًا هولنديًا من العصر الذهبي، عادةً من صور شخصية، عاش وعمل في هارلم. لعب هالز دورًا مهمًا في تطور فن البورتريه الجماعي في القرن السابع عشر. وهو معروف بفرشاة الرسام الفضفاضة.